# Животиње у исламу
Према исламу, људским бићима је дозвољено да користе животиње, али само ако се поштују права животиња. Власник животиње мора учинити све у корист животиње. Ако власник не изврши своје дужности за животињу, животиња одлази некоме другом. Дужности које људи имају према животињама у исламу засноване су на Кур'ану, сунету и традицијама.

## Заштита живота животиња
Заштита животиња важнија је од испуњења верских обавеза у посебним околностима. (... да ко год убије душу осим за душу или за корупцију [учињену] у земљи - као да је потпуно убио човечанство. А ко спаси једну - то је као да је потпуно спасио човечанство ... )

### Заштита физичког здравља животиња
Озлеђивање, онемогућавање, или изрезивање органа било којој животињи строго је забрањено. Муслимани не смеју коњу одрезати чело, гриву или реп, јер се верује да у предњем делу има доброте; грива му пружа топлину и репом уклања инсекте.

### Заштита сексуалног здравља животиња
Муслиманима није дозвољено да врше радње као што је укрштање (као у инбреедингу) животиња. Мухамед је забранио људима да кастрирају животиње (без разлога).

### Спречавање окрутности и злостављања животиња
Муслиманима није дозвољено узнемиравати и злоупотребљавати животиње, што укључује и отмицу листа из мрављих уста. Муслимани немају право жигосати животиње, тегнити животиње или разапињати животиње пре убијања, или палити животиње чак и ако наносе штету људима. Људи би требало да добију животињско месо брзим клањем и да избегавају сечење по дужини. У исламском клању кичмена мождина се не може сломити. Уклањање вуне са животиња је забрањено јер то узрокује њихову рањивост.

### Избегавање кажњавања животиња
Муслимани не могу користити никакву опрему која повређује животињу (тј. тући их у циркуској представи, приморавати их да носе тешке терете или трчати екстремним брзинама на тркама) чак ни за обуку. Изложеност звуку је такође регулисана.

### Пружање намирница
Муслимани су дужни осигурати храну и воду за сваку животињу коју виде, чак и ако животиња не припада њима. Приликом пружања хране и воде узимају се у обзир квалитет намирница и износ залиха на основу стања и локације животиње.

### Обезбеђивање санитарних услова
- Здравље животиња мора се поштовати, заједно са храном, водом, и склоништем.[1][8]
- У случају болести, од муслимана се очекује да плате негу и лекове.[1]
- Са исламског гледишта, одговарајуће склониште за животињу има три карактеристике:
- Одговара потребама животиње и не треба их стављати у нехигијенско стање под изговором да их не разумеју.
- Одговара физичким потребама животиње и њеном здрављу и штити је од хладноће и топлоте.[12]
- Становање животиња не би требало да загађује животну средину или шири болести на друге организме.[1]
- У исламу се права животиња поштују и у животу и у смрти. Тела животиња се никада не смеју користити у злонамерне сврхе.[1]